# Вастен'яуре
Вастен'яуре   (швед. Vastenjaure) — гірське озеро на півночі Швеції, у Лапландії, біля кордону з Норвегією. Лежить за Північним полярним колом. Сьоме за глибиною озеро Швеції. Площа — 88 - 89 км², середня глибина становить 33,2 м, максимальна глибина — 134 м. Розташоване на висоті 548 м над рівнем моря. Належить до басейну річки Лулеельвен, що впадає у Ботнічну затоку Балтійського моря. Озеро є частиною національного парку "Пад'єланта". 